# Aktyube
Aktyube är en ort i Kazakstan.   Den ligger i oblystet Almaty, i den östra delen av landet, 900 km sydost om huvudstaden Astana. Aktyube ligger 1 445 meter över havet och antalet invånare är 125.
Terrängen runt Aktyube är kuperad åt nordväst, men åt sydost är den bergig. Runt Aktyube är det mycket glesbefolkat, med 4 invånare per kvadratkilometer. Trakten runt Aktyube består i huvudsak av gräsmarker.
Ett kallt stäppklimat råder i trakten. Årsmedeltemperaturen i trakten är −1 °C. Den varmaste månaden är augusti, då medeltemperaturen är 13 °C, och den kallaste är januari, med −17 °C. Genomsnittlig årsnederbörd är 933 millimeter. Den regnigaste månaden är oktober, med i genomsnitt 116 mm nederbörd, och den torraste är februari, med 38 mm nederbörd.